# Fox Head
Fox Head Inc. (fostă Fox Racing) este un producător american de echipamente sport și haine de stradă.
Producătorul este renumit pentru echipamentele sale de performanță dar și pentru sponsorizarea celor mai buni sportivi din lume din domeniul motocicletelor, ATV-urilor, bicicletelor, surfing-ului etc.
Foxracing reprezintă și brandul Shift - echipamente și haine care au un preț mai convenabil.
Compania a fost fondată în anul 1974 de către Geoff Fox
și este în continuare o afacere rămasă în familie.
Își are sediul în Morgan Hill, California, Statele Unite ale Americii. La ora actuală produsele Foxracing sunt comercializate în peste 50 de țări și pe toate cele șase continente populate.
În România Authentic-Spirit este importator unic. Authentic-Spirit îi sponsorizează pe sportivii Răzvan Irimescu (quad) și Cătălin Bocîrnea (enduro). Foxracing România este co-organizator al concursului internațional de ATV-uri și quaduri VÂNEAZĂ-LUPUL.